# Heather Nova
Heather Nova (właśc. Heather Allison Frith) (ur. 6 lipca 1967 na Bermudach) – brytyjska piosenkarka i kompozytorka folk-rockowa. Dotychczas wydała 8 albumów studyjnych, dwa albumy koncertowe i płytę z poezją czytaną do muzyki.

## Życiorys

### Młodość i rodzina
Heather Frith urodziła się w 1967 roku na Bermudach. Jej matka jest Kanadyjką, a ojciec Bermudczykiem. Ma dwoje rodzeństwa – siostrę Sussanah, która jest dziennikarką telewizyjną i brata Mishkę – wokalistę reggae. Dzieciństwo spędziła dość niezwykle – żeglując po Atlantyku i Morzu Karaibskim wraz z rodziną na dwunastometrowej łodzi, zbudowanej przez jej ojca. Podróż ta odbiła się na jej twórczości, co sama wielokrotnie podkreślała w wywiadach. Znajdując się na pokładzie często słuchała kaset swoich rodziców, odnajdując inspiracje w utworach m.in. The Beatles, The Rolling Stones, Vana Morrisona, Boba Dylana oraz Neila Younga. W tym okresie Heather zaczęła grać na gitarze i skrzypcach, oraz tworzyć pierwsze melodie.
Na początku lat 80. jej rodzina przeniosła się do Nowej Anglii, tam Heather chodziła do szkoły w Putney, Vermont. Po jej ukończeniu, rozpoczęła edukację na Akademii Sztuk Pięknych w Rhode Island w roku 1987, wybierając film, jako specjalizację. Zwykle sama pisała muzykę do swoich projektów. Uczęszczała również na zajęcia z poezji. Później porzuciła film, by całkowicie skupić się na muzyce.

### Kariera
Po ukończeniu studiów Heather Frith przeniosła się do Nowego Jorku, gdzie bezowocnie próbowała zainteresować kilka wytwórni swoim nagraniem demo. Następnie przeprowadziła się do Londynu, gdzie żyła przez kolejne dwanaście lat (posiada brytyjskie obywatelstwo). W 1990 roku wydała pierwszy minialbum These Walls (wydany później jako Heather Frith: The First Recording) jeszcze pod swoim prawdziwym nazwiskiem. Około roku później zmieniła je, przyjmując nazwisko panieńskie swej matki.
Już pod nowym nazwiskiem wydała w roku swój pierwszy pełny album studyjny Glow Stars. Umiarkowany sukces płyty pozwolił jej wydać pierwszy krążek koncertowy Blow jeszcze tego samego roku. Również w tym roku odbyła się europejska trasa koncertowa. W roku 1994 Heather Nova wydała kolejny album, Oyster, który przez wielu fanów i recenzentów jest uważany za jej najwybitniejsze dzieło. Płyta z pewnością była przełomowa pod względem komercyjnym, pozwalając artystce zyskać dużą liczbę fanów, a singiel Walk This World był grany w wielu stacjach radiowych i stał się jednym ze sztandarowych utworów wokalistki. Trasa koncertowa trwała prawie dwa lata i składała się z ponad stu występów na całym świecie. Kolejne wydanie, będące zapisem występów na żywo, ukazało się pod tytułem Live from the Milky Way w roku 1995.
Po okresie koncertów i promowania nowych wydawnictw nastał czas przerwy, w trakcie którego powstawał materiał do nowej płyty. Trzeci album studyjny pod tytułem Siren ujrzał światło dzienne w roku 1998 zawierając kilka utworów z sesji do Oystera, jak również zupełnie nowe nagrania. Płyta, zbliżona brzmieniem do poprzedniczki, odniosła największy sukces komercyjny z całego dorobku wokalistki. Znalazły się na niej jedne z największych hitów: Heart and Shoulder i London Rain.
Po trasie promującej krążek, Heather wróciła do domu, żeby odpocząć i zebrać materiał do nowej płyty. W międzyczasie ukazało się nagranie pod tytułem Wonderlust dokumentujące trasę koncertową. W 2001 roku Heather i jej mąż Felix Tod wydali kolejny album studyjny zatytułowany South. Płyta sprzedała się bardzo dobrze, chociaż przez niektórych fanów uważana jest za zbyt komercyjną i dopracowaną technicznie, a sama artystka przyznała później, że nie była z niej do końca zadowolona.
W tym czasie zaangażowała się w kilka innych projektów, wśród których znalazła się ścieżka dźwiękowa do filmu Petera Chelsoma Igraszki Losu z Johnem Cusackiem, oraz piosenka Someone New nagrana ze szwedzkim zespołem Eskobar, która stała się popularna na całym świecie. Nova pracowała również przy ścieżkach dźwiękowych do filmów „Jestem Sam”,oraz „Kruk 2: Miasto Aniołów”.
Po dwóch latach przerwy, w 2003 roku, wydany został piąty album wokalistki zatytułowany Storm. Płyta była bardziej akustyczna i intymna od poprzedniej, nie była również skierowana na tak szeroki rynek. Kolejny album Redbird ukazał się w roku 2005. Promował go utwór Welcome napisany przy współpracy z Dido.
W roku 2002 Heather Nova wydała tomik poezji The Sorrowjoy zawierający wiersze, oraz rysunki jej autorstwa. Cztery lata później, w roku 2006 ukazała się płyta pod tym samym tytułem, w której Heather czyta swoje utwory akompaniowana przez muzykę. Wokalistka również użyczyła swojego głosu znanemu niemieckiemu artyście ATB, współpracując z nim przy piosenkach: Renegade, Love Will Find You, oraz Feel You Like A River.
W roku 2008 Heather Nova wydała siódmy, tym razem akustyczny, album studyjny, The Jasmine Flower. Płyta, oprócz piosenki Always Christmas, była w całości nagrana i wyprodukowana przez artystkę i jej męża w ich niewielkim, domowym studio, zasilanym wyłącznie energią słoneczną. Jeszcze tego samego roku Heather wyruszyła w akustyczną trasę koncertową promować nowy krążek.
Jesienią lat 2009 i 2010 odbyły się akustyczne trasy koncertowe pod szyldem „A Special Acoustic Evening”. Podczas trwających około miesiąca podróży po Europie, Heather występowała z austriackim multiinstrumentalistą Arnulfem Lindnerem, który wcześniej pełnił rolę basisty w jej zespole.
27 maja 2011 roku ukazał się ósmy studyjny album wokalistki zatytułowany 300 Days At Sea. Płyta zbliżona jest brzmieniem do starszych nagrań i utrzymana w klimacie muzyki rockowej i poprockowej. Pierwszym singlem został utwór Higher Ground.

### Działalność pozamuzyczna
Heather Nova działa na rzecz ochrony środowiska, wspiera młodych artystów oraz promuje działalność dobroczynną. Jej wysiłki koncentrują się w dużej mierze na zachowaniu naturalnego środowiska jej rodzinnej wyspy w nienaruszonym stanie, ale również na powstrzymaniu zmian w klimacie planety.
W swojej muzyce zwykle odcinała się od tematów politycznych, jednak pochodząca z albumu 300 Days At Sea, piosenka „Save a little piece of tomorrow” została napisana z myślą o podnoszącym się poziomie wód na świecie.
W 2001 roku Heather Nova wyszła za mąż. Jej partnerem jest Felix Tod, muzyk i producent, który wydał większość nagrań artystki. W styczniu 2004 roku przyszedł na świat ich syn, Sebastian. Mieszka na Bermudach.

## Dyskografia

### Albumy
- These Walls, minialbum, 1990 (reedycja jako The First Recording, 1997)
- Glow Stars, 1993
- Blow, 1993
- Oyster, 1994
- Live from The Milky Way, 1995
- Siren, 1998
- Wonderlust, 2000
- South, 2001
- Storm, 2003
- Redbird, 2005
- The Sorrowjoy, 2006
- The Jasmine Flower, 2008
- 300 Days At Sea, 2011

### Single
- Walk This World, 1994
- Maybe An Angel, 1995
- Truth And Bone, 1996
- London Rain, 1998
- Heart And Shoulder, 1998
- I’m The Girl, 1999
- Gloomy Sunday, 1999
- I’m No Angel, 2001
- Virus Of The Mind, 2002
- Someone New (Eskobar feat. Heather Nova) 2002
- River Of Life, 2003
- Renegade (z ATB), 2007